# Chililabombwe, Zambia
Chililabombwe, anterior cunoscut sub numele de Bancroft  este un oraș în provincia Copperbelt, Zambia. Principala activitate economică a localității o constituie exploatarea cuprului.